# Цигансько-Монастирська слобода
Цигансько-Монастирська слобода — місцевість у Херсоні, розташована уздовж берега Дніпра від Дніпровського парку до консервного комбінату.

## Історія
Назва місцевості Монастирська Слобода виникла після того, як на початку 60-х років XIX століття протоієрей Успенського Собору Максим Перепеліцин на свої кошти заснував тут, на належній йому землі, богоугодний заклад для пристарілих священиків. Назва Циганська Слобода виникла через ромів (циган), які населяли цю територію.

### Циганська слобода
У першій половині ХІХ століття на околицях Херсона влаштувався кочовий табір циган. Розташувавшись на схилах Дніпра, цигани розклали намети і стали зводити хати-мазанки. Найпопулярнішим промислом поселенців було ворожіння, конокрадство та шахрайство[джерело?]. Природно, циганський табір завдав чимало клопоту міській владі, а тому вони вирішили виселити непроханих гостей за межі міста, але цигани не поспішали йти. Протистояння з виселенням та показовими руйнуваннями будинків тривало 4 роки. Зрештою, цигани здалися і покинули межі міста, а територія, яка колись була їхнім домівкою, так і залишилася називатися Циганського слободою.

### Монастирська слобода
Монастирська Слобода колись була далекою східною околицею Херсона, що межувала із Циганського слободою. На початку 60-х років XIX століття Максим Перепеліцин заснував притулок для старих священиків, а 21 вересня 1864 притулок було відкрито. Незабаром, завдяки працям і турботам його мешканців, пустельна ділянка на високому березі Дніпра набула доглянутого вигляду. Тут з'явилися різні будівлі, господарські будівлі, школа для дітей мешканців військового форштадту і жителів Циганської слободи. Поряд із притулком був закладений великий плодово-виноградний сад, а далі у степ, на північний схід від обителі, йшли оброблені поля.
Одночасно з притулком на землі, що належала громаді, була зведена Корсунська Різдво-Богородицька церква. Незабаром навколо Перепеліцинского притулку, який жив за монастирськими укладах, стали селитися захожі люди. Через нетривалий час місце, яке колись було ділянкою голого степу, перетворилося на невелике зелене поселення, що називалося «Монастирською слободою».
Обитель проіснувала тут трохи більше півстоліття. Після Жовтневого перевороту і встановлення радянської влади, на піку голоду і знищення навколишніх монастирів, у 1922 році її закрили, мешканців вигнали, а землі та майно націоналізували. Деякий час тут розташовувався дитячий притулок. Потім, за відсутністю потреби, він був закритий. На початку 1930-х років на місці обителі почалося будівництво консервного заводу. Міцні стіни Різдво-Богородицької церкви «улаштовувачі нового світу» подужати не змогли, а тому, злегка перебудувавши, перетворили на будівлю заводоуправління консервного заводу.

## Сучасність
Нині назва місцевості «Циганська слобода» частково залишається попередньою — «Циганка». Сама ж місцевість розташовується вздовж Дніпра в межах сучасних вулиць Перекопської, Чорноморської та 28-ї Армії. Забудова переважно приватна.
Назва місцевості «Монастирська слобода» закріпилася лише за невеликою зеленою зоною, де раніше розташовувалося поселення. 28 грудня 2011 р. рішенням Херсонської міської ради зеленій зоні в районі вул. Перекопської від території консервного комбінату до будівлі Дніпровської районної ради було надано статус скверу.
На території колишньої Монастирської слободи розташований консервний комбінат, молокозавод, медичний коледж та близько сотні приватних будинків.